# 德马尔讷
德马尔讷（荷蘭語：De Marne）是荷兰东北部的一个旧市镇，位于格罗宁根省西北部，毗邻瓦登海，面积为240.31平方公里，2007年人口为10,743。
2019年1月1日，德马尔讷与几个相邻市镇合并为新市镇“海特霍赫兰”。

## 人口中心

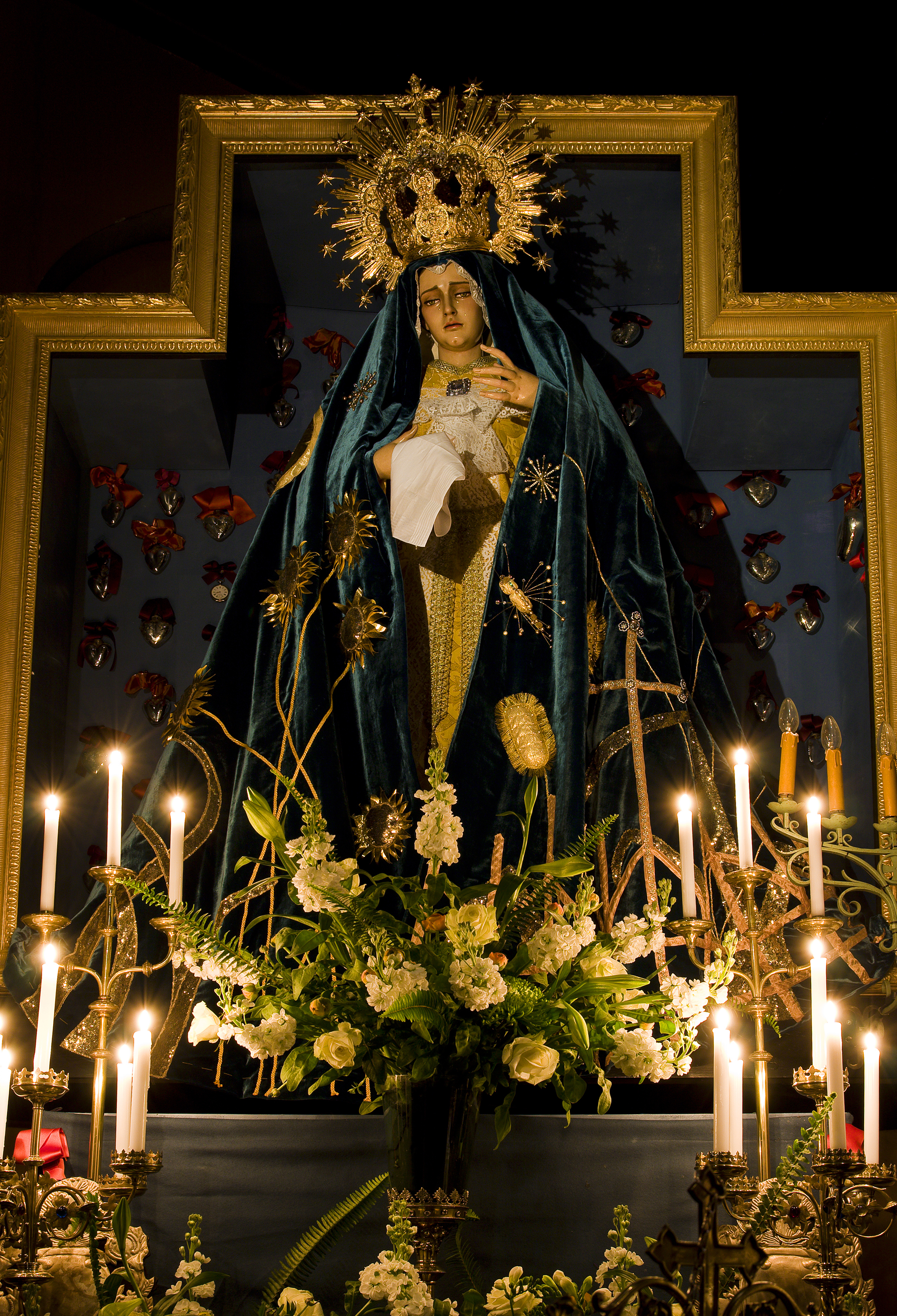

Broek、Eenrum、Hornhuizen、Houwerzijl、Kleine Huisjes、Kloosterburen、Kruisweg、Lauwersoog、Leens、Mensingeweer、Molenrij、Niekerk、Pieterburen、Schouwerzijl、Ulrum、Vierhuizen、Warfhuizen、Wehe-den Hoorn、Westernieland、Zoutkamp、Zuurdijk。